# 久武館
久武館（きゅうぶかん）とは、明治38年（1905年）に久保源次郎利雄によって開かれた剣術道場。

## 概要
明治38年（1905年）に柳生神影流（正式名 阿州柳生神影流兵法剣術）第九世・久保源次郎利雄によって、徳島県名西郡石井町浦庄字国実503番地に設立された。大日本武徳会に届出し承認され、現存する武道場では四国一の歴史を持つ。
伝承流派である柳生神影流は、江戸時代初期に木村郷右ヱ門尉義邦によって阿波国（現在の徳島県）に伝来した徳川将軍家御流儀の柳生新陰流（江戸柳生）の流れをくむ。現在ではほとんど姿を消した武道神事が当時のまま守り続けられている全国的にも珍しい武道場である。また、第二次世界大戦以前には、東京道場として大日本忠孝館道場があった。
なお、久武館は登録商標（商標登録番号 第5894926号）となっており、久武館の名称を使用して剣術等の武道指南することは禁じられている。

## 伝承流派
柳生神影流（正式名 阿州柳生神影流兵法剣術）、棒術、短刀術

## 伝承武道神事
浦安の舞（鈴、扇）、劔の舞、棒神楽、巫女神楽舞、子供神楽舞、ウズメの舞、鶴の舞、五穀豊穣の舞

## 武道神事の歴史
大日本武徳会による剣道の競技化や戦後はスポーツとして位置づけられたため、武道と密接であった神事が衰退し、各武道場での武道神事の伝承が無くなった現在でも、流派伝承の柳生神影流武道神事を当時のまま、武道信仰の本山である四国の霊峰剣山や関連する美馬市木屋平の川上神社などで奉納演武しており、その教えや伝統は脈々と受け継がれている。特に、武道神事である神楽舞の一つに棒神楽があり、これには柳生三厳（十兵衛）の「十兵衛杖」が関係している。棒神楽の動きとしては、伝承されている柳生神影流と徳島の阿波踊りと十兵衛杖が取り込まれており、非常に貴重な神事となっている。
神事の成立時期としては、劔の舞、棒神楽、五穀豊穣の舞が江戸初期、巫女が行う浦安の舞とウズメの舞、神楽舞、鶴の舞の成立は江戸時代末期（幕末）である万延年間といわれている。
演武されている剣山は、かつては武道信仰の本山であり、多くの武人が武道の上達祈願を願って登山修業した修験の山である。明治から昭和初期までは各流派が伝承されている武道神事を劔会（つるぎえ）の期間中に集まり奉納演武していた。ただし、剣山は昭和初期まで女人禁制の霊山でもあったため、武道神事を行う巫女は登山できず、登山口にある美馬市木屋平の川上神社で女性を含む武道神事や伝承形を奉納演武し、後に男性のみで登山し再び武道神事や伝承形を奉納演武した。徳島の銘菓「ぶどう饅頭」は武道上達祈願のために剣山に登る武人のお土産として出来た御菓子である。現在では剣山信仰の薄れや過疎化、氏子の高齢化により参拝者は減少しているが、武道神事や伝承形の奉納演武は続けられている。
現在は、剣山だけではなく徳島県内では阿波国一之宮である大麻比古神社、徳島県外では山城国一之宮である賀茂御祖神社（下鴨神社）、和泉国一之宮である大鳥大社、香川県の白鳥神社など武道信仰の厚い名社に伝承流派である柳生神影流を奉納演武している。

## 歴代館長
- 初代館長 久保源次郎利雄（柳生神影流第九世 大日本武徳会剣道範士）
- 第二代館長 久保義八郎（柳生神影流第十世 大日本武徳会剣道教士）
- 第三代館長 久保 勇（柳生神影流第十一世 剣道七段範士　銃剣道八段範士）
- 第四代館長 久保孝志（柳生神影流第十二世 剣道六段錬士）
- 第五代館長 戸村博史（柳生神影流十三代目  特定非営利活動法人徳島県古武道協会理事長）

## 久武館が毎年奉納演武している神社
- 賀茂御祖神社（下鴨神社、山城国一之宮）
- 大鳥大社（和泉国一之宮）
- 伊弉諾神宮（淡路国一之宮、淡路伝統芸能祭）
- 大麻比古神社（阿波国一之宮、毎年11月23日）
- 白鳥神社（香川県東かがわ市、毎年10月初旬）
- 剣山本宮剱神社（剣山山頂、毎年7月17日）
- 蔵本八坂神社（徳島県徳島市、毎年7月21日）
- 川上神社（徳島県美馬市、毎年10月28日）
- 王子神社（徳島県石井町、毎年11月3日）

## 久武館が過去に奉納演武した神社
- 八倉比売神社（徳島県徳島市）
- 徳島県護国神社（徳島県徳島市）
- 阿波神社（徳島県鳴門市）
- 龍王山 黒滝寺（徳島県那賀町）
- 山内新蔵院（徳島県つるぎ町）
- 別格 剣山本宮剣神社（徳島県徳島市 眉山山頂）
- 多祁御奈刀弥神社（徳島県石井町）
- 第十八幡神社（徳島県石井町）